# 抗酸染色

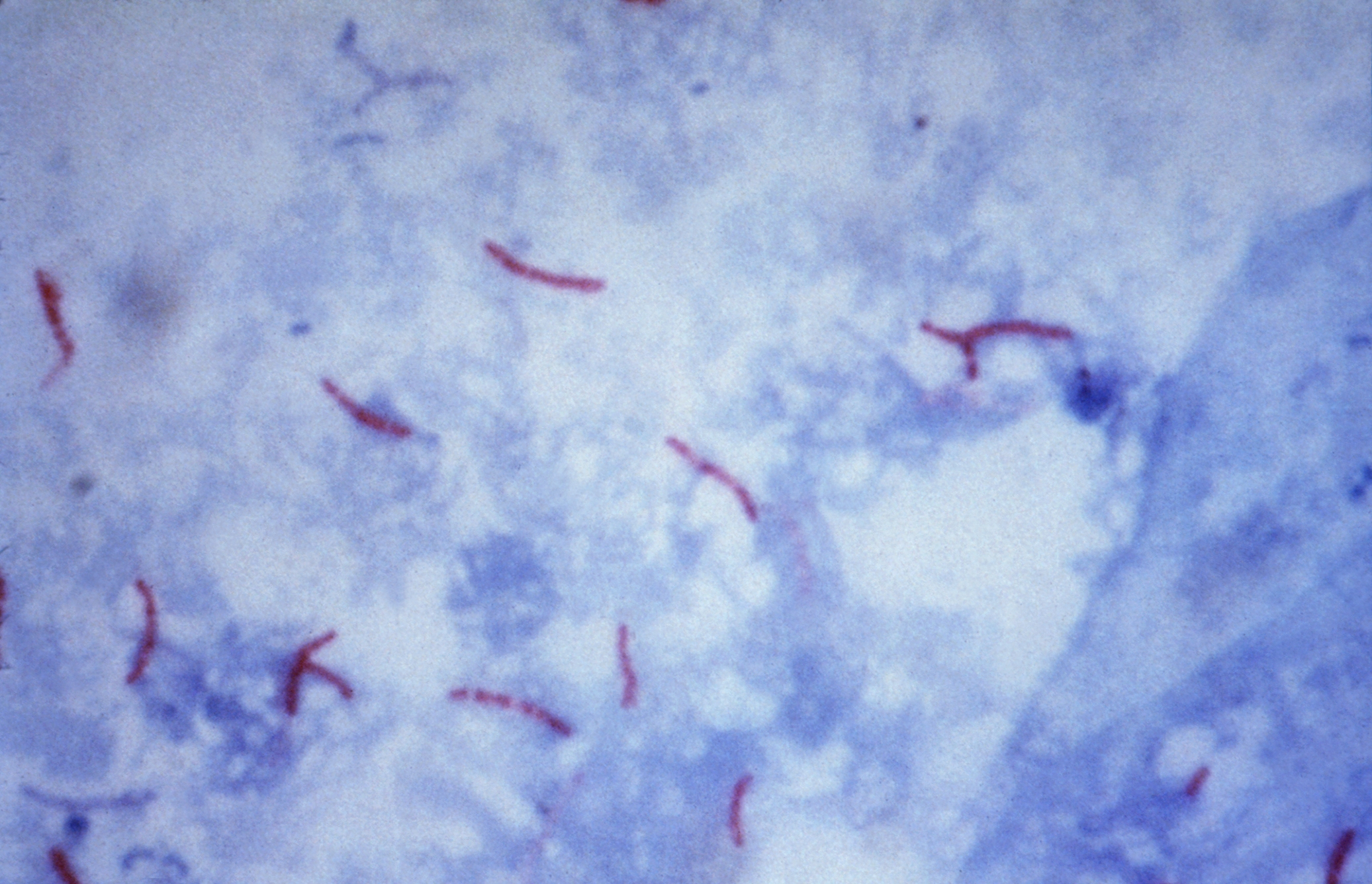
使用抗酸染色使結核桿菌变得可视化

抗酸染色（英語：Acid-fast stain）由保罗·埃尔利希首次创立，该染色法是用于鉴定抗酸性生物（主要是分枝杆菌属）的细菌学染色法。后来该法被两位德国医生改进：细菌学家弗兰兹·齐尔（1859年–1926年）和病理学家弗里德里希·尼尔森（1854年–1898年），因此也被称为齐尔–尼尔森染色。
抗酸生物，如分枝杆菌属中的生物体内包含大量被称为分枝菌酸的脂质。这种脂质可以阻止被如革兰氏染色法的常规染色法染色。抗酸染色法还可以被用于给如诺卡氏菌属（Nocardia）的细菌染色。制作抗酸染色所使用的试剂包括：石炭酸复红（石炭酸和品红的混合物）、酸性酒精和亚甲蓝。当抗酸细菌被染色后会呈现亮红色。